# Maurice Desimpelaere
Maurice Desimpelaere (Ledegem, 28 de maig de 1920 - Wevelgem, 30 de gener de 2005) va ser un ciclista belga que fou professional entre 1942 i 1950. En el seu palmarès destaquen la París-Roubaix de 1944 i la Gant-Wevelgem de 1947.

## Palmarès
- 1944
  - 1r a la París-Roubaix
  - 1r al Critèrium de Brussel·les
- 1945
  - Campió de Bèlgica de clubs
  - 1r del Circuit de la Capital
  - 1r del Circuit d'Espéraza
  - 1r del Gran Premi Stad Vilvoorde
  - 1r a Oostnieuwkerke
  - 1r al Critèrium de Lokeren
  - 1r al Critèrium de Marcinelle
  - 1r al Critèrium de Mons
- 1946
  - Campió de Bèlgica de clubs
  - 1r a l'A través de Bèlgica i vencedor d'una etapa
  - 1r de la Brussel·les-Moorslede
  - 1r a Rollegem-Kapelle
- 1947
  - Campió de Bèlgica de clubs
  - 1r a la Gant-Wevelgem
  - 1r de les Tres Viles Germanes
  - 1r de la Brussel·les-Moorslede
  - 1r de la París-Montceau les Mines
  - 1r al Critèrium de Tournai
  - 1r al Critèrium d'Oostende
- 1948
  - 1r al Circuit de Flandes Occidental
  - 1r al Critèrium de Moorslede
- 1949
  - 1r de la París-Saint Étienne i vencedor d'una etapa